# Cyrtopogon platycerus
Cyrtopogon platycerus là một loài ruồi trong họ Asilidae. Cyrtopogon platycerus được Villeneuve miêu tả năm 1913.